# Anima
Az Anima női név feltehetően latin eredetű, a jelentése: lélek.

## Gyakorisága
Az újszülötteknek az 1990-es években nem lehetett anyakönyvezni. A 2000-es és a 2010-es években sem szerepelt a 100 leggyakrabban adott női név között.
A teljes népességre vonatkozóan az Anima sem a 2000-es, sem a 2010-es években nem szerepelt a 100 leggyakrabban viselt női név között.